# NGC 6258
NGC 6258 је елиптична галаксија у сазвежђу Змај која се налази на NGC листи објеката дубоког неба.
Деклинација објекта је + 60° 30' 52" а ректасцензија 16h 52m 29,7s. Привидна величина (магнитуда) објекта NGC 6258 износи 13,4 а фотографска магнитуда 14,4. NGC 6258 је још познат и под ознакама UGC 10595, MCG 10-24-73, CGCG 299-35, PGC 59165.